# Hymedesmia gustafsoni
Hymedesmia gustafsoni är en svampdjursart som beskrevs av Alander 1942. Enligt Catalogue of Life ingår Hymedesmia gustafsoni i släktet Hymedesmia och familjen Hymedesmiidae, men enligt Dyntaxa är tillhörigheten istället släktet Hymedesmia och familjen Hymedesmidae. Arten är reproducerande i Sverige. Inga underarter finns listade i Catalogue of Life.